# Randia cinerea
Randia cinerea är en måreväxtart som först beskrevs av Merritt Lyndon Fernald, och fick sitt nu gällande namn av Paul Carpenter Standley. Randia cinerea ingår i släktet Randia och familjen måreväxter. Inga underarter finns listade i Catalogue of Life.